# Путу, Филипп
Фили́пп Путу́ (фр. Philippe Poutou; род 17 марта 1967, Вильмомбль, Иль-де-Франс) — французский политический и профсоюзный деятель троцкистского толка.

## Биография
Родился в префектуре Сена-Сан-Дени в семье почтальона, политического деятеля левого толка и профсоюзной активистки. Получил среднее профессиональное образование механика, но его первыми профессиями были охранник и разнорабочий. Затем он стал наладчиком станков на заводе Ford Motor в Бланкфоре близ Бордо.
Уже в средней школе Путу был политизирован и, по собственным воспоминаниям, придерживался анархистских взглядов. Позже он присоединился к леворадикальной партии «Рабочая борьба», которую покинул в 1997 году в ходе партийного кризиса, и вступил в другую троцкистскую группу, Революционную коммунистическую лигу (РКЛ).
Путу — секретарь профсоюзной ячейки Всеобщей конфедерации труда на компании Ford Motor в Аквитании. Главным успехом на этом посту было то, что в 2007 году он сыграл ведущую роль в переговорах о сохранении 2000 рабочих мест на заводе.
В 2007 году возглавил список РКЛ на выборах в Национальное Собрание Франции. РКЛ принимал участие в коалиции с «Рабочей борьбой», однако коалиция получила 3,41 % и не смогла заполучить ни одного мандата.
В октябре 2021 года Филипп Путу принял участие в контрсаммите Африка-Франция, организованном во Франции с 6 по 10 октября 2021 года.

## Кандидат в президенты
В июне 2011 года Путу избран кандидатом в президенты Франции 2012 года от наследницы РКЛ — Новой антикапиталистической партии (НПА), сменив её популярного кандидата Оливье Безансно. По данным опросов Путу являлся одним из возможных аутсайдеров, а отдать голоса по ранним опросам ему были готовы не более десятых долей 1 % избирателей. Во время кампании рейтинг Путу поднялся до 2 %. Среди прочего, обращали внимание на его неформатный стиль и необычную рекламную кампанию (с роликами в стиле фильма «Артист»).
По итогам первого тура получил 411 182 голосов, что составляет 1,15 % голосов избирателей. Такой результат партийная пресса объясняла тем, что крайне левые избиратели голосовали за более известного Жана-Люка Меланшона. Путу заявил, что во втором туре поддержит Франсуа Олланда против Николя Саркози, но НПА будет находиться в левой оппозиции правительству. Предвыборная кампания 2012 года не помешала ему участвовать в забастовочном движении на своём предприятии.
Вновь представлял НПА на президентских выборах 2017 года. Отличился на дебатах всех 11 кандидатов в президенты благодаря своему неформальному стилю одежды, едким атакам на представителей правых (Марин Ле Пен и Франсуа Фийона) и реплике, что они наряду с другой троцкисткой, педагогом Натали Арто, среди всех кандидатов единственные «с нормальной работой» (то есть трудящиеся). В итоге, получил 394 582 голосов (1,09 %) в первом туре. После выборов продолжал участие в протестных мобилизациях, включая движение жёлтых жилетов.
В марте 2022 года набрал 500 подписей выборных должностных лиц и стал официальным кандидатом от Новой антикапиталистической партии на президентских выборах 2022 года. В качестве профсоюзного активиста на предприятии Ford требовал сокращения рабочей недели до 4 дней (32 часов) с перспективой сокращения до 28 часов. По результатам первого тура получил 268 984	голосов (0,77 %).